# Dichiarazione di Kōno

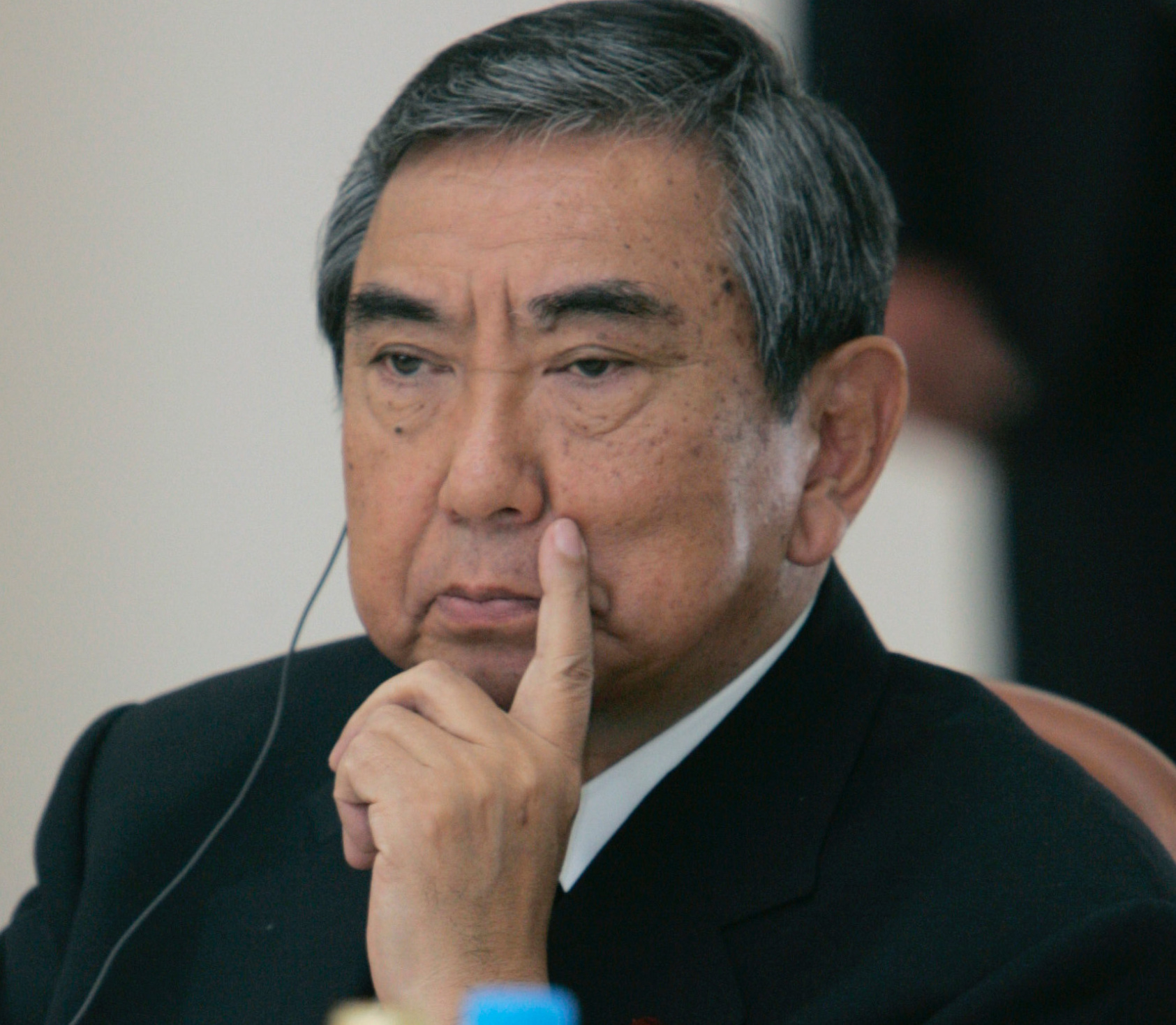
Yōhei Kōno

La dichiarazione di Kono è una dichiarazione rilasciata dal segretario generale del governo Yōhei Kōno il 4 agosto 1993 che ammise, dopo la conclusione di un'inchiesta governativa, che durante la seconda guerra mondiale l'esercito imperiale giapponese aveva costretto a prostituirsi in bordelli militari le donne, conosciute come donne di comodità. 
Il governo giapponese aveva inizialmente negato che le donne fossero state costrette fino a questo punto.

## Contenuti
Nella dichiarazione Kono ha riconosciuto che "l'allora esercito giapponese era direttamente o indirettamente coinvolto nella messa in funzionamento e nella gestione delle stazioni di comodità" e "l'assunzione delle donne di comodità è stata condotta principalmente da reclutatori privati che hanno agito in risposta alla richiesta dei militari". Inoltre, come afferma la dichiarazione di Kono, "in molti casi sono state assunte contro la propria volontà, tramite la persuasione e la coercizione, ecc.", "Talvolta il personale amministrativo / militare ha partecipato direttamente alle assunzioni". Vissero nella miseria nelle stazioni di comodità in un'atmosfera coercitiva".

## Reazioni
La dichiarazione di Kono è stata oggetto di critiche da parte di alcuni conservatori in Giappone. Si discute ancora se la dichiarazione abbia riconosciuto che la coercizione forse stata utilizzata nel reclutamento delle donne dall'esercito imperiale giapponese direttamente, in quanto si riteneva che l'assunzione fosse condotta principalmente da agenti di reclutamento privati (coreani e giapponesi).
Shinzō Abe, durante il suo primo mandato come primo ministro nel 2007, ha dichiarato di non credere che le donne siano state costrette dall'esercito giapponese a prostituirsi nei bordelli militari.